# ژانگ چونفنگ
ژانگ چونفنگ (انگلیسی: Zhang Chunfang؛ زادهٔ ۲۹ مارس ۱۹۷۰) ورزشکار سافت‌بال اهل چین بود.
وی در مسابقات کشوری و بین‌المللی در مجموع برندهٔ ۱ مدال نقره شده‌است.